# غراهام بارنت
غراهام بارنت (بالإنجليزية: Graham Barnett)‏ هو لاعب كرة قدم بريطاني، ولد في 17 مايو 1936. لعب مع بورت فايل ونادي ترانمير روفرز لكرة القدم ونادي هاليفاكس تاون.